# رابین ویگرت
رابین ویگرت (انگلیسی: Robin Weigert؛ زادهٔ ۷ ژوئیهٔ ۱۹۶۹) یک هنرپیشه اهل ایالات متحده آمریکا است.
از فیلم‌ها یا برنامه‌های تلویزیونی که وی در آن نقش داشته است می‌توان به جلسه‌ها، شاخه خشکیده درخت، چیزهایی که در آتش از دست دادیم، آلمانی خوب، ضربه مغزی، من یکی و تنها، موجودات بالدار و می‌سی‌سی‌پی گریند اشاره کرد.